# Psammobatis
Psammobatis és un gènere de peixos de la família dels raids i de l'ordre dels raïformes.

## Taxonomia
- Psammobatis asper (Hildebrand, 1946)[2]
- Psammobatis bergi (Marini, 1932)[3]
- Psammobatis caudispina (Hildebrand, 1946)[2]
- Psammobatis chilcae (Hildebrand, 1946)[2]
- Psammobatis extenta (Garman, 1913)[4][5]
- Psammobatis lentiginosa (McEachran, 1983)[6]
- Psammobatis maculatus (Hildebrand, 1946)[2]
- Psammobatis normani (McEachran, 1983)[6]
- Psammobatis parvacauda (McEachran, 1983)[6]
- Psammobatis philippii (Delfin, 1902)
- Psammobatis rudis (Günther, 1870)[7]
- Psammobatis rutrum (Jordan, 1891)[8]
- Psammobatis scobina (Philippi, 1857)[9][10][11][12][13][14][15][16]